# Morača
A Morača folyó Montenegró területén, a legjelentősebb folyó az országban. Áthalad a fővároson, Podgoricán.
A folyó a Maganik hegynél, Nikšićtől 30 km-re északkeletre ered, és Podgoricától 20 km-re délre, Vranjinánál deltatorkolattal ömlik a Shkodrai-tóba. Hossza 112 km. Vízgyűjtő területe 3200 km². Közepes vízhozama 152 m³ másodpercenként.
Jelentős város a Morača mentén: Podgorica.
Mellékfolyói a Cijevna és Zeta.